# Barbara Sandig
Barbara Sandig (* 29. April 1939 in Heidelberg; † 1. März 2013 in Saarlouis) war eine deutsche Germanistin und Linguistin.

## Leben
Barbara Sandig wurde als Tochter von Elly Sandig, geborene Heide, und des Hochschullehrers Curt Sandig in Heidelberg geboren. Nach dem Besuch eines Humanistischen Gymnasiums, ihrem Studium der Germanistik und Romanistik in Freiburg im Breisgau, Dijon (Frankreich) und Heidelberg sowie dem 1965 absolvierten Staatsexamen wurde sie 1969 als Schülerin von Peter von Polenz an der Universität Heidelberg zum Dr. phil. promoviert. 1973/1974 übernahm sie eine Lehrstuhlvertretung an der Universität Hamburg, 1977 bis 1979 eine an der Universität Frankfurt. Nachdem sie sich 1976 habilitiert hat, war sie von 1979 bis 2004 Inhaberin des Lehrstuhls für Neuere Deutsche Sprachwissenschaft an der Universität des Saarlandes und lebte in Saarbrücken.

## Schriften (Auswahl)
- Syntaktische Typologie der Schlagzeile. Möglichkeiten und Grenzen der Sprachökonomie im Zeitungsdeutsch. München 1971, OCLC 22371426; zugleich Philosophische Dissertation Heidelberg 1969.
- Stilistik. Sprachpragmatische Grundlegung der Stilbeschreibung. 1978; zugleich Habilitationsschrift 1976.
- als Hrsg.: Stilistik. Band 1: Probleme der Stilistik, Band 2: Gesprächsstile (= Germanistische Linguistik.) Band 3–4/81, und Band 5–6/1981. 1983.
- als Hrsg. mit A. Rothkegel: Text – Textsorten – Semantik. Linguistische Modelle und maschinelle Verfahren. 1984.
- mit Magdalena Baus: Gesprächspsychotherapie und weibliches Selbstkonzept. Sozialpsychologische und linguistische Analyse am Beispiel eines Falles. Hildesheim 1985, ISBN 3-487-07640-3.
- als Hrsg.: Stilistisch-rhetorische Diskursanalyse. Tübingen 1988, ISBN 3-87808-764-0.
- Textstilistik des Deutschen. Berlin 2006, ISBN 3-11-018870-8.